# Frédéric Duval
Pour les articles homonymes, voir Duval.
Frédéric Duval, né le 1er août 1972 à Versailles (Yvelines), est un enseignant-chercheur, historien et philologue français.
Archiviste paléographe, il est directeur d'études à l’École nationale des chartes, où il enseigne la philologie romane depuis 2011, après avoir exercé comme ingénieur de recherche à l'Institut de recherche et d'histoire des textes et maître de conférence à l'Université de Metz.

## Biographie

### Formation
Frédéric Duval est admis à l'École nationale des chartes à l'issue du concours d'entrée de 1992 (section A). Il y obtient le diplôme d'archiviste paléographe en 1997 après avoir soutenu une thèse d'établissement intitulée Édition critique du « Romuleon » de Benvenuto da Imola dans la traduction de Sébastien Mamerot.
L'année suivante, il obtient un doctorat en langue française à l'Université Paris-Sorbonne avec une thèse intitulée L'histoire romaine et sa diffusion en langue vulgaire à la fin du Moyen Age : l'exemple du « Romuleon » et de sa traduction par Sébastien Mamerot et rédigée sous la direction de Gilles Roussineau.

### Carrière professionnelle
Frédéric Duval est nommé ingénieur de recherche à la section latine de l'Institut de recherche et d'histoire des textes (IRHT) en janvier 1998. L'année suivante, le 1er octobre 1999, il est nommé maître de conférence en langue et littérature médiévale à l'Université de Metz. Il obtient une habilitation à diriger des recherches (HDR) le 22 novembre 2003 à l'Université Paris-Sorbonne, avec pour sujet « Translation médiévale ».
Le 1er septembre 2011, Frédéric Duval est nommé directeur d'études à l’École nationale des chartes, sur la chaire de philologie romane.

## Distinction
- Prix de La Grange de l'Académie des inscriptions et belles-lettres l’édition critique du Séjour d’honneur d’Octavien de Saint-Gelais (2002)[8],[9].

## Publications
- La Traduction du Romuleon par Sébastien Mamerot. Étude sur la diffusion de l'histoire romaine en langue vernaculaire à la fin du Moyen Âge, Genève, Droz, 2001 (BNF 37761308).
- Descente aux enfers avec Guillaume de Digulleville. Édition et traduction commentées d'un extrait du Pèlerinage de l'âme, Saint-Lô, Archives départementales de la Manche, 2006 (BNF 40197634).
- Pratiques philologiques en Europe, Paris, Publications de l’École nationale des chartes, 2006, 173 p. (Directeur, ouvrage collectif).
- Avec Alain Rey et Gilles Siouffi, Mille ans de langue française. Histoire d'une passion, Paris, Perrin, 2007 (BNF 41013915).
- Dir. avec Fabienne Pomel, Guillaume de Digulleville. Les pèlerinages allégoriques, Rennes, Presses universitaires de Rennes, 2008 (BNF 41258920).
- Le Français médiéval, Turnhout, Brepols, 2009 (BNF 42108424).
- Dir., La « Logique » du sens. Autour des propositions de Robert Martin, Metz, Presses de l'université de Metz, 2011 (BNF 42614160).
- Dire Rome en français. Dictionnaire onomasiologique des institutions, Genève, Droz, 2012 (BNF 42789967).
- Les Mots de l'édition de textes, Paris, École des chartes, 2015 (BNF 44363370).